# Nów

Graficzna prezentacja nowiu

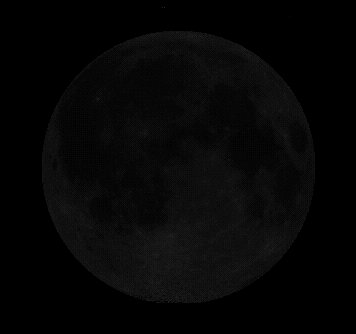
Nów Księżyca widziany z Ziemi

Nów – w astronomii, jedna z faz Księżyca, w której Księżyc znajduje się między Słońcem a Ziemią, czyli jest w koniunkcji ze Słońcem patrząc z Ziemi. W tej pozycji cała strona Księżyca widoczna z Ziemi jest w cieniu, wobec czego Księżyc nie jest widoczny gołym okiem.
W większości języków europejskich nazwa nowiu w dosłownym tłumaczeniu brzmi: nowy księżyc, ponieważ w pierwotnym znaczeniu był to pierwszy widoczny fragment (sierp) Księżyca tuż po nowiu. Zjawisko to można zaobserwować nad zachodnim horyzontem w krótkim okresie między zachodem Słońca a zachodem Księżyca. Z tego powodu dokładny czas, a nawet data wystąpienia zjawiska z definicji zależy od położenia geograficznego obserwatora. Z astronomicznego punktu widzenia nów pojawia się wtedy, gdy jest w koniunkcji ze Słońcem w układzie ekliptycznym. Ten moment jest jednoznaczny i nie zależy od położenia, a w niektórych okolicznościach zbiega się z zaćmieniem Słońca.
Fazą przeciwną do nowiu jest pełnia, w której cały oświetlony obszar Księżyca jest zwrócony ku Ziemi.

## W religiach
W wielu kulturach, które stosowały kalendarz księżycowy, fakt obserwacji Księżyca tuż po nowiu był równoważny z początkiem nowego miesiąca.
- Kalendarz muzułmański z definicji polega na obserwacji widoczności Księżyca tuż po nowiu. Na tej podstawie wyznaczane są daty kolejnych miesięcy. Z tego powodu nie można określić dokładnych dat z wyprzedzeniem (w szczególności ramadanu).
- W kalendarzu hebrajskim, dzień w którym Księżyc staje się widoczny po nowiu, Rosz Chodesz (hebr. ראש חודש, Początek miesiąca, dosłownie Głowa miesiąca), jest uznawany za drobne święto[2][3][4].
- Niektórzy chińscy buddyści stosują dietę wegetariańską w czasie nowiu i pełni.

## Określanie daty nowiu
Okres pomiędzy nowiami – lunacja – jest zmienny. Średni czas określany jako miesiąc synodyczny trwa około 29,53 dnia. Przybliżony wzór określający moment nowiu dla kolejnych miesięcy to:
{\displaystyle d=5,597661+29,5305888610\times N+(102,026\times 10^{-12})\times N^{2}}
gdzie N to liczba całkowita, przyjmująca wartość 0 dla pierwszego miesiąca w roku 2000, i zwiększana o 1, dla każdego kolejnego miesiąca synodycznego. Wynik d to liczba dni (wraz z ułamkiem) od 2000-01-01 00:00:00 na skali tzw. czasu ziemskiego używanego w efemerydach.